# Anna-Maria Zimmermann
Anna-Maria Zimmermann (Gütersloh, 14 december 1988) is een Duits schlagerzangeres. Ze trad op haar vijfde op in de Duitse tv-show Mini PlayBack Show en was eind 2005 kandidaat in het derde seizoen van Deutschland sucht den Superstar, de Duitse variant van Holland's Got Talent. Ze bereikte uiteindelijk de zesde plaats. Sindsdien heeft ze, onder eigen naam, meerdere singles en albums uitgebracht. Dit leverde haar in 2010 de Ballerman-Award op voor Beste pop-schlagerzangeres. Naast zingen speelt ze keyboard, piano en fluit.

## Biografie
In 2010 raakte ze betrokken bij een ongeluk, doordat de helikopter waarin zij zich bevond neerstortte, en moest als gevolg hiervan meerdere operaties ondergaan. Sinds 2017 is ze naar eigen zeggen volledig hersteld.

## Discografie
Haar album Bauchgefühl (2015) haalde de 18e plek in de Duitse albumhitlijst, en tevens de 63e plek in de Zwitserse. himmelbLAu (2017) haalde de 15e plek op de Duitse albumhitlijst, de 40e in de Zwitserse en de 69e in de Oostenrijkse hitlijst. In 2018 haalde ze met Sorgenfrei de 16e plek in de Duitse albumhitlijst, en tevens de 36e en 30e in resp. de Zwitserse en Oostenrijkse lijsten.

### Albums
- 2010: Einfach Anna!
- 2012: Hautnah
- 2013: Sternstunden
- 2015: Bauchgefühl
- 2017: himmelbLAu
- 2018: Sorgenfrei

### Singles
- 2007: Der erste Kuss (Jojos feat. Anna-Maria Zimmermann)
- 2008: Wer ist dieser DJ?
- 2009: 1000 Träume weit (Tornerò)
- 2010: Hurra wir leben noch
- 2010: Frei sein
- 2010: 7 Wolken
- 2011: 100.000 leuchtende Sterne
- 2012: Leben
- 2012: Mit dir
- 2012: Freundschaftsring (duet met Olaf Henning)
- 2013: Non plus ultra
- 2014: Tanz
- 2014: Die Tanzfläche brennt
- 2014: Nur noch einmal schlafen
- 2014: Letzte Weihnacht
- 2015: Du hast mir so den Kopf verdreht
- 2016: Tinte (duet met Achim Petry)
- 2016: Frohe Weihnacht (duet met Achim Petry)
- 2017: Himmelblaue Augen
- 2017: Verheddert
- 2018: Scheiß egal
- 2019: Luft und Liebe (Duitstalige cover van La Bamba)[9]

## Onderscheidingen
- Ballermann-Award
  - 2010: in de categorie "Beste Pop-Schlagerzangeres"
  - 2012: in de categorie "Radio Airplays 2012"
- Goldene Antenne
  - 2015: in de categorie "Schlager"
- smago! Award
  - 2014: in de categorie "Succesvolste pop- en feestschlagerzangeres"

## Privéleven
Zimmermann is in 2015 getrouwd en in 2017 bevallen van een zoon.